# Мемяш
Мемяш — река в России, протекает в Татарстане и Ульяновской области. Правый приток Большой Яклы.
Длина реки 10 км. Исток на северо-востоке Сурского района Ульяновской области, в 3,3 км к западу от села Старое Чекурское (Дрожжановский район Татарстана). От истока течёт на восток к селу, огибает его с севера и далее течёт на юго-восток вдоль него и сёл Верхнее-, Нижнее Чекурское и Малая Акса (все четыре прибрежных села фактически слились в единое село с населением около 800 человек, других населённых пунктов в бассейне нет). Ниже сёл река течёт ещё 3,5 км по полям к Большой Якле. Имеются пруды на реке и притоках.
В балках бассейна реки находятся памятники природы Татарстана — «Овраг Шерелдаук» и «Мордовские луга».

## Данные водного реестра
По данным государственного водного реестра России относится к Верхневолжскому бассейновому округу, водохозяйственный участок реки — Сура от Сурского гидроузла и до устья реки Алатырь, речной подбассейн реки — Сура. Речной бассейн реки — (Верхняя) Волга до Куйбышевского водохранилища (без бассейна Оки).
Код водного объекта в государственном водном реестре — 08010500312110000037422.